# Campionatul republican de handbal feminin în 11 categoria A 1962-1963
Campionatul republican de handbal feminin categoria A 1962-1963 a fost a 18-a și ultima ediție a eșalonului valoric superior al campionatului național de handbal feminin în 11 jucătoare din România. Competiția a fost organizată de Federația Română de Handbal (FRH) și a fost câștigată de Știința București, echipă antrenată de Ion Bota.

## Echipe participante
| Echipele participante la ediția 1962-1963 a campionatului republican au fost: - Tractorul Brașov - Confecția București - Progresul București - Rapid București - Știința București - Vestitorul București - Știința Cluj - Școala Sportivă de Elevi Constanța - Voința Craiova - Favorit Oradea - Școala Sportivă de Elevi Petroșani - Școala Sportivă de Elevi Ploiești - CSM Sibiu - Faianța Sighișoara - Mureșul Târgu Mureș - CSȘ Banatul Timișoara - Constructorul Timișoara - Știința Timișoara | BucureștiTractorulȘtiința ClujȘSE ConstanțaȘSE PloieștiMureșulVoința CraiovaFavorit OradeaȘSE PetroșaniCSM SibiuFaianța Sighișoara Localizarea echipelor din campionatul republican categoria A în sezonul 1962-1963: · Echipe participante la turneele pentru locurile 6–18 · Echipe participante la turneul pentru locurile 1–5 | ConfecțiaRapidProgresulȘtiințaVestitorul Localizarea echipelor din București · CSȘ BanatulConstructorulȘtiința Localizarea echipelor din Timișoara |

## Sistem
La fel ca și în sezonul anterior, competiția a cuprins două faze:
- o fază zonală, la care au luat parte 18 echipe și în care s-a stabilit clasamentul pe zone;
- turneele finale, în care echipele au fost distribuite în funcție de clasamentul în etapa anterioară. Rezultatele turneelor finale au stabilit clasamentul final al competiției;

## Partide

### Faza zonală
Cele 18 echipe au fost distribuite pe criterii zonale în cinci serii, în care au jucat în sistem fiecare cu fiecare, doar cu tur. Programul de desfășurare a fazei zonale a campionatului a fost publicat în numărul 4208, din 23 martie 1963, al ziarului Sportul Popular.
Echipele clasate pe locul I în cele cinci serii s-au calificat la turneul pentru locurile 1–5. Echipele clasate pe locul al II-lea au participat la turneul pentru locurile 6–10, cele clasate pe locul al III-lea au participat la turneul pentru locurile 11–15, iar cele clasate pe locul al IV-lea au participat la turneul pentru locurile 16–18.

#### Turneul de la Ploiești
Știința București a câștigat turneul de la Ploiești și s-a calificat la turneul pentru locurile 1–5.
| Echipa              | M | V | E | Î | GM | GP | G   | Pct |
| ------------------- | - | - | - | - | -- | -- | --- | --- |
| Știința București   | 3 | 3 | 0 | 0 | 41 | 17 | +24 | 6   |
| Confecția București | 3 | 2 | 0 | 1 | 14 | 21 | −7  | 4   |
| ȘSE Ploiești        | 3 | 1 | 0 | 2 | 15 | 15 | 0   | 2   |
| ȘSE Constanța       | 3 | 0 | 0 | 3 | 16 | 33 | −17 | 0   |

| 22 martie 1963 | ȘSE Ploiești | 10 – 4 | ȘSE Constanța | Ploiești |
| 22 martie 1963 | (7–2)        |        |               | Ploiești |
| 22 martie 1963 |              |        |               | Ploiești |

| 22 martie 1963 | Știința București | 15 – 6 | Confecția București | Ploiești |
| 22 martie 1963 | (7–2)             |        |                     | Ploiești |
| 22 martie 1963 |                   |        |                     | Ploiești |

| 23 martie 1963 | Știința București | 19 – 9 | ȘSE Constanța | Ploiești |
| 23 martie 1963 | (12–4)            |        |               | Ploiești |
| 23 martie 1963 |                   |        |               | Ploiești |

| 23 martie 1963 | Confecția București | 4 – 3 | ȘSE Ploiești | Ploiești |
| 23 martie 1963 | (1–0)               |       |              | Ploiești |
| 23 martie 1963 |                     |       |              | Ploiești |

| 24 martie 1963 | Știința București | 7 – 2 | ȘSE Ploiești | Ploiești |
| 24 martie 1963 | (3–2)             |       |              | Ploiești |
| 24 martie 1963 |                   |       |              | Ploiești |

| 24 martie 1963 | Confecția București | 4 – 3 | ȘSE Constanța | Ploiești |
| 24 martie 1963 | (2–1)               |       |               | Ploiești |
| 24 martie 1963 |                     |       |               | Ploiești |

#### Turneul de la Timișoara
Constructorul Timișoara a câștigat turneul de la Timișoara și s-a calificat la turneul pentru locurile 1–5.
| Echipa                  | M | V | E | Î | GM | GP | G   | Pct |
| ----------------------- | - | - | - | - | -- | -- | --- | --- |
| Constructorul Timișoara | 3 | 2 | 1 | 0 | 21 | 13 | +8  | 5   |
| CSȘ Banatul Timișoara   | 3 | 2 | 0 | 1 | 23 | 14 | +9  | 4   |
| Știința Timișoara       | 3 | 1 | 1 | 1 | 14 | 21 | −7  | 3   |
| Favorit Oradea          | 3 | 0 | 0 | 3 | 9  | 19 | −10 | 0   |

| 22 martie 1963 | Constructorul Timișoara | 9 – 8 | CSȘ Banatul Timișoara | Timișoara |
| 22 martie 1963 | (5–5)                   |       |                       | Timișoara |
| 22 martie 1963 |                         |       |                       | Timișoara |

| 22 martie 1963 | Știința Timișoara | 7 – 6 | Favorit Oradea | Timișoara |
| 22 martie 1963 | (4–3)             |       |                | Timișoara |
| 22 martie 1963 |                   |       |                | Timișoara |

| 23 martie 1963 | Știința Timișoara | 4 – 4 | Constructorul Timișoara | Timișoara |
| 23 martie 1963 | (1–3)             |       |                         | Timișoara |
| 23 martie 1963 |                   |       |                         | Timișoara |

| 23 martie 1963 | CSȘ Banatul Timișoara | 4 – 2 | Favorit Oradea | Timișoara |
| 23 martie 1963 | (2–2)                 |       |                | Timișoara |
| 23 martie 1963 |                       |       |                | Timișoara |

| 24 martie 1963 | Constructorul Timișoara | 8 – 1 | Favorit Oradea | Timișoara |
| 24 martie 1963 | (5–0)                   |       |                | Timișoara |
| 24 martie 1963 |                         |       |                | Timișoara |

| 24 martie 1963 | CSȘ Banatul Timișoara | 11 – 3 | Știința Timișoara | Timișoara |
| 24 martie 1963 | (7–1)                 |        |                   | Timișoara |
| 24 martie 1963 |                       |        |                   | Timișoara |

#### Turneul de la Petroșani
Progresul București a câștigat turneul de la Petroșani și s-a calificat la turneul pentru locurile 1–5.
| Echipa              | M | V | E | Î | GM | GP | G   | Pct |
| ------------------- | - | - | - | - | -- | -- | --- | --- |
| Progresul București | 2 | 2 | 0 | 0 | 28 | 0  | +28 | 4   |
| ȘSE Petroșani       | 2 | 1 | 0 | 1 | 10 | 8  | +2  | 2   |
| Voința Craiova      | 2 | 0 | 0 | 2 | 3  | 33 | −30 | 0   |

| 22 martie 1963 | Progresul București | 5 – 0 | ȘSE Petroșani | Petroșani |
| 22 martie 1963 | (4–0)               |       |               | Petroșani |
| 22 martie 1963 |                     |       |               | Petroșani |

| 23 martie 1963 | ȘSE Petroșani | 10 – 3 | Voința Craiova | Petroșani |
| 23 martie 1963 | (8–2)         |        |                | Petroșani |
| 23 martie 1963 |               |        |                | Petroșani |

| 24 martie 1963 | Progresul București | 23 – 0 | Voința Craiova | Petroșani |
| 24 martie 1963 | (10–0)              |        |                | Petroșani |
| 24 martie 1963 |                     |        |                | Petroșani |

#### Turneul de la Sighișoara
Turneul de la Sighișoara s-a disputat în perioada 29-31 martie 1963, însă partida dintre Rapid și Vestitorul București a fost amânată și s-a disputat la București, pe 2 aprilie 1963.
Rapid București a câștigat turneul de la Sighișoara și s-a calificat la turneul pentru locurile 1–5.
| Echipa               | M | V | E | Î | GM | GP | G   | Pct |
| -------------------- | - | - | - | - | -- | -- | --- | --- |
| Rapid București      | 3 | 3 | 0 | 0 | 43 | 17 | +26 | 6   |
| Tractorul Brașov     | 3 | 2 | 0 | 1 | 20 | 24 | −4  | 4   |
| Vestitorul București | 3 | 1 | 0 | 2 | 19 | 27 | −8  | 2   |
| Faianța Sighișoara   | 3 | 0 | 0 | 3 | 19 | 33 | −14 | 0   |

| 29 martie 1963 | Tractorul Brașov | 6 – 4 | Faianța Sighișoara | Sighișoara |
| 29 martie 1963 | (4–3)            |       |                    | Sighișoara |
| 29 martie 1963 |                  |       |                    | Sighișoara |

| 2 aprilie 1963 16:30 | Rapid București | 11 – 4 | Vestitorul București | București |
| 2 aprilie 1963 16:30 | (5–4)           |        |                      | București |
| 2 aprilie 1963 16:30 |                 |        |                      | București |

| 30 martie 1963 | Tractorul Brașov | 7 – 3 | Vestitorul București | Sighișoara |
| 30 martie 1963 | (2–1)            |       |                      | Sighișoara |
| 30 martie 1963 |                  |       |                      | Sighișoara |

| 30 martie 1963 | Rapid București | 15 – 6 | Faianța Sighișoara | Sighișoara |
| 30 martie 1963 | (6–2)           |        |                    | Sighișoara |
| 30 martie 1963 |                 |        |                    | Sighișoara |

| 31 martie 1963 | Vestitorul București | 12 – 9 | Faianța Sighișoara | Sighișoara |
| 31 martie 1963 | (7–5)                |        |                    | Sighișoara |
| 31 martie 1963 |                      |        |                    | Sighișoara |

| 31 martie 1963 | Rapid București | 17 – 7 | Tractorul Brașov | Sighișoara |
| 31 martie 1963 | (8–1)           |        |                  | Sighișoara |
| 31 martie 1963 |                 |        |                  | Sighișoara |

#### Turneul de la Târgu Mureș
Mureșul Târgu Mureș a câștigat turneul de la Târgu Mureș și s-a calificat la turneul pentru locurile 1–5.
| Echipa              | M | V | E | Î | GM | GP | G  | Pct |
| ------------------- | - | - | - | - | -- | -- | -- | --- |
| Mureșul Târgu Mureș | 2 | 2 | 0 | 0 | 10 | 7  | +3 | 4   |
| CSM Sibiu           | 1 | 1 | 0 | 0 | 10 | 7  | +3 | 2   |
| Știința Cluj        | 2 | 0 | 0 | 2 | 6  | 12 | −6 | 0   |

| 29 martie 1963 | Mureșul Târgu Mureș | 5 – 3 | CSM Sibiu | Târgu Mureș |
| 29 martie 1963 | (3–2)               |       |           | Târgu Mureș |
| 29 martie 1963 |                     |       |           | Târgu Mureș |

| 30 martie 1963 | Mureșul Târgu Mureș | 5 – 4 | Știința Cluj | Târgu Mureș |
| 30 martie 1963 | (4–3)               |       |              | Târgu Mureș |
| 30 martie 1963 |                     |       |              | Târgu Mureș |

| 31 martie 1963 | CSM Sibiu | 7 – 2 | Știința Cluj | Târgu Mureș |
| 31 martie 1963 | (3–1)     |       |              | Târgu Mureș |
| 31 martie 1963 |           |       |              | Târgu Mureș |

## Turneele finale
Într-o ședință din iunie 1963, Federația Română de Handbal a anunțat datele și localitățile unde urmau să se desfășoare turneele finale ale campionatului republican de handbal în 11. Acestea au fost publicate în numărul 4259, din 22 iunie 1963, al ziarului Sportul Popular, urmând ca „programele jocurilor respective” să fie „alcătuite ulterior”. FRH a decis ca cele patru turnee să se desfășoare simultan, între 25 și 30 august, în următoarele localități:
- locurile 1–5 la Suceava;
- locurile 6–10 la Timișoara;
- locurile 11–15 la Cluj;
- locurile 16–18 la Sighișoara;

### Turneul pentru locurile 1–5
Turneul final s-a desfășurat pe stadionul „Dinamo” din Suceava.
| 25 august 1963 | Progresul București | 9 – 5 | Constructorul Timișoara | Stadionul „Dinamo”, Suceava |
| 25 august 1963 | Bogan 4             | (6–1) | Scripcaru 3             | Stadionul „Dinamo”, Suceava |
| 25 august 1963 |                     |       |                         | Stadionul „Dinamo”, Suceava |

| 25 august 1963 | Știința București | 12 – 4 | Mureșul Târgu Mureș | Stadionul „Dinamo”, Suceava |
| 25 august 1963 | Leonte 5          | (6–1)  | Preda 2             | Stadionul „Dinamo”, Suceava |
| 25 august 1963 |                   |        |                     | Stadionul „Dinamo”, Suceava |

| 26 august 1963 | Rapid București | 16 – 4 | Constructorul Timișoara | Stadionul „Dinamo”, Suceava |
| 26 august 1963 | Oțelea 5        | (8–1)  | Talpai 2                | Stadionul „Dinamo”, Suceava |
| 26 august 1963 |                 |        |                         | Stadionul „Dinamo”, Suceava |

| 26 august 1962 | Știința București | 7 – 4 | Progresul București | Stadionul „Dinamo”, Suceava |
| 26 august 1962 | Leonte 4          | (4–1) | V. Dumitrescu 3     | Stadionul „Dinamo”, Suceava |
| 26 august 1962 |                   |       |                     | Stadionul „Dinamo”, Suceava |

| 27 august 1963 | Știința București | 21 – 0 | Constructorul Timișoara | Stadionul „Dinamo”, Suceava |
| 27 august 1963 | (11–0)            |        |                         | Stadionul „Dinamo”, Suceava |
| 27 august 1963 |                   |        |                         | Stadionul „Dinamo”, Suceava |

| 27 august 1963 | Rapid București | 13 – 3 | Mureșul Târgu Mureș | Stadionul „Dinamo”, Suceava Arbitri: I. Marconi |
| 27 august 1963 | (5–2)           |        |                     | Stadionul „Dinamo”, Suceava Arbitri: I. Marconi |
| 27 august 1963 |                 |        |                     | Stadionul „Dinamo”, Suceava Arbitri: I. Marconi |

| 28 august 1963 | Constructorul Timișoara | 5 – 4 | Mureșul Târgu Mureș | Stadionul „Dinamo”, Suceava |
| 28 august 1963 | Bernatzki, Adam 2       | (5–1) | Szőcs 2             | Stadionul „Dinamo”, Suceava |
| 28 august 1963 |                         |       |                     | Stadionul „Dinamo”, Suceava |

| 28 august 1963 | Rapid București | 14 – 12 | Progresul București | Stadionul „Dinamo”, Suceava |
| 28 august 1963 | Oțelea 7        | (6–5)   | V. Dumitrescu 9     | Stadionul „Dinamo”, Suceava |
| 28 august 1963 |                 |         |                     | Stadionul „Dinamo”, Suceava |

| 29 august 1963 | Mureșul Târgu Mureș | 6 – 5 | Progresul București | Stadionul „Dinamo”, Suceava |
| 29 august 1963 | Preda 3             | (3–3) | Bogan 3             | Stadionul „Dinamo”, Suceava |
| 29 august 1963 |                     |       |                     | Stadionul „Dinamo”, Suceava |

| 29 august 1963 | Știința București | 6 – 5 | Rapid București                                   | Stadionul „Dinamo”, Suceava |
| 29 august 1963 | Szőke 3           | (3–3) | Boțan, Hedeșiu, Oțelea, Roth, M. Constantinescu 1 | Stadionul „Dinamo”, Suceava |
| 29 august 1963 |                   |       |                                                   | Stadionul „Dinamo”, Suceava |

### Clasament final
Valabil pe 29 august, la finalul turneului
| Poz. | Echipa                  | J | V | E | Î | GM | GP | DG   | P |
| ---- | ----------------------- | - | - | - | - | -- | -- | ---- | - |
| 1    | Știința București       | 4 | 4 | 0 | 0 | 46 | 13 | + 33 | 8 |
| 2    | Rapid București         | 4 | 3 | 0 | 1 | 48 | 25 | + 23 | 6 |
| 3    | Progresul București     | 4 | 1 | 0 | 3 | 30 | 32 | – 2  | 2 |
| 4    | Mureșul Târgu Mureș     | 4 | 1 | 0 | 3 | 17 | 35 | – 18 | 2 |
| 5    | Constructorul Timișoara | 4 | 1 | 0 | 3 | 14 | 50 | – 36 | 2 |